# Henri Donnedieu de Vabres

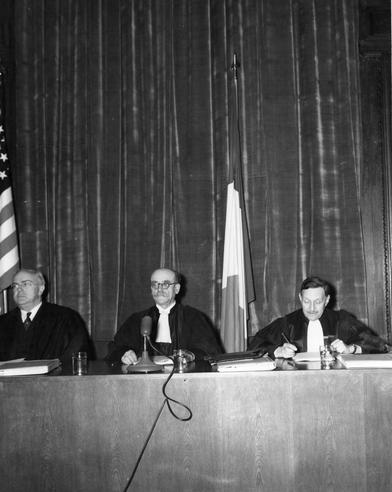
Von links nach rechts: John J. Parker (USA), Henri Donnedieu de Vabres und Robert Falco (Frankreich).

Henri Donnedieu de Vabres (* 8. Juli 1880 in Nîmes; † 14. Februar 1952 in Paris) war französischer Jurist und Richter bei den Nürnberger Prozessen.
Er wurde als Sohn eines Großgrundbesitzers und Anwaltes in Nimes geboren. Er studierte Literatur- und Rechtswissenschaften in Montpellier und Paris. Seit 1924 lehrte Donnedieu de Vabres Strafrecht und Vergleichende Rechtswissenschaften an der Universität in Paris. Nach dem Zweiten Weltkrieg wirkte er als oberster französischer Richter beim Nürnberger Militärgerichtshof mit. 1947 wurde er neben Vespasian V. Pella und Raphael Lemkin in die Expertenkommission zur Ausarbeitung der Konvention über die Verhütung und Bestrafung des Völkermordes berufen.
Sein Sohn ist der Politiker und Staatsbeamte Jean Donnedieu de Vabres, sein Enkel der Politiker und ehemalige Kulturminister Renaud Donnedieu de Vabres.